# Calamagrostis stricta
Calamagrostis stricta là một loài thực vật có hoa trong họ Hòa thảo. Loài này được (Timm) Koeler mô tả khoa học đầu tiên năm 1802.

## Hình ảnh

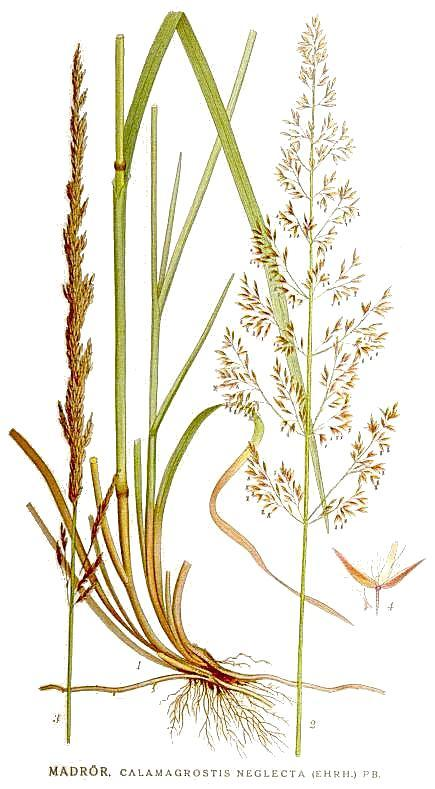
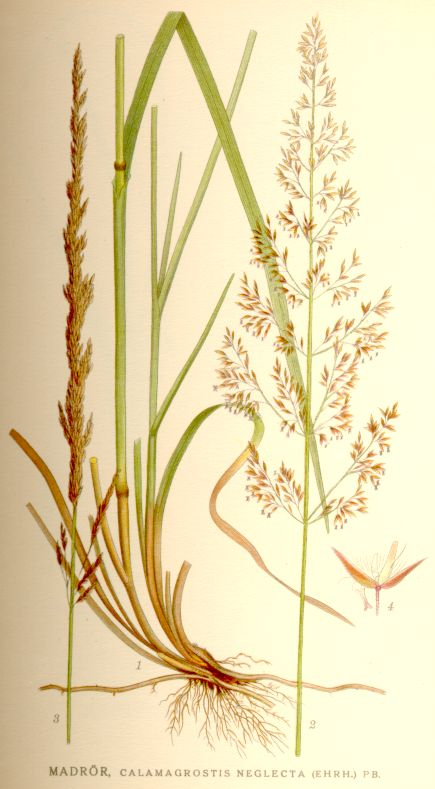
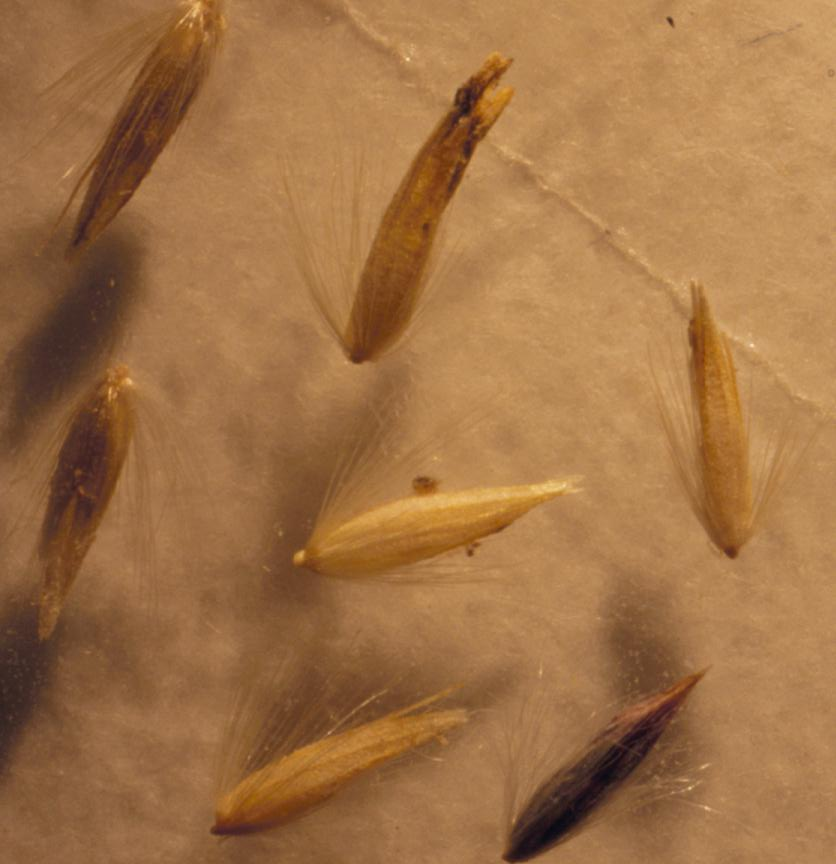
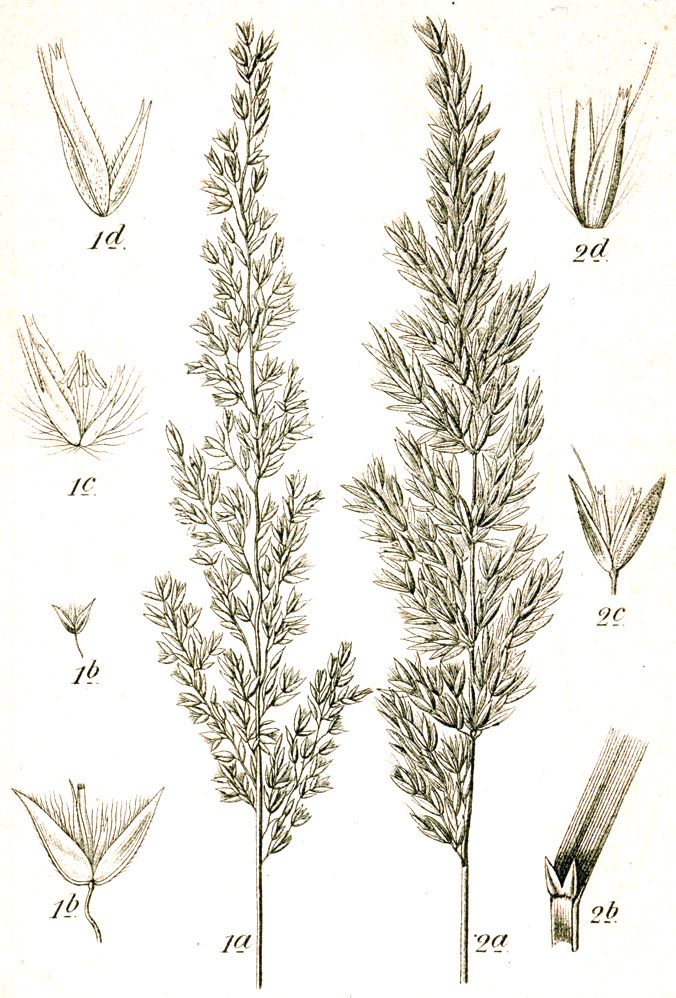